# Part: Second
Part: Second jest drugim albumem grupy Aural Planet. Powstał blisko trzy lata po wydaniu Lightflow, przez które muzycy zmienili klimat ze spokojnych i relaksujących melodii na pełne życia utwory.

## Spis utworów
1. "Secret Garden"
2. "Samadhi"
3. "Reminiscenter Incorporated"
4. "Lunarplanetarium"
5. "Trip To Nowhere"
6. "Psi Generator"
7. "Semirotation"
8. "Eternal Totem"
9. "Prayp"
10. "Polar Valves"